# Meconopsis impedita
Meconopsis impedita är en vallmoväxtart som beskrevs av David Prain. Meconopsis impedita ingår i släktet bergvallmor, och familjen vallmoväxter. Inga underarter finns listade i Catalogue of Life.